# Cape Point

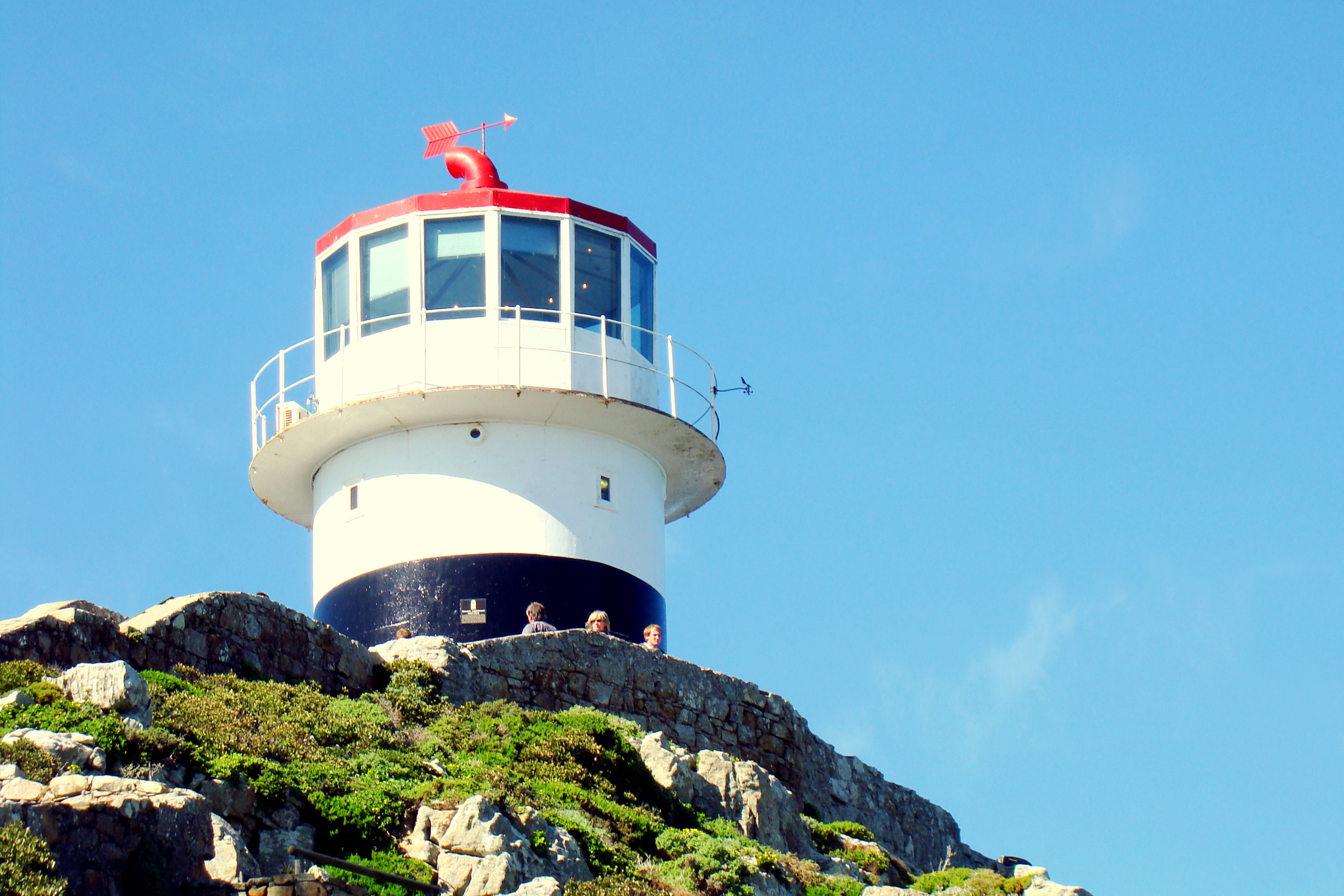
Historický maják na Cape Point už je jen působivou dominantou pro turisty

Kapský mys, anglicky Cape Point, je mys a skalnatý ostroh tvořící nejzazší, jihovýchodní okraj Kapského poloostrova v jihozápadní části Jihoafrické republiky. Vypíná se do nadmořské výšky 238 m. Na jeho vrcholku byl v roce 1860 postaven maják, protože bouřlivé vody v této oblasti a podmořské útes útesy měly na svědomí množství ztroskotání. Poloha majáku ale nebyla vybrána nejšťastněji a byl často skryt v mlze skrývající vrcholek mysu. Po ztroskotání portugalského parníku Lusitania 18. dubna 1911 byl postaven o něco níže nový maják, který je se svítivostí 10 Mcd nejsilnější v jižní Africe.
Kapský mys je spolu s nedalekým mnohem známějším mysem Dobré naděje součástí národního přírodního parku Table Mountain National Park v jižní části Kapského poloostrova s výskytem mnoha vzácných druhů rostlin, hmyzu, plazů, ale také skupinek paviánů nebo pštrosů. Je také populárním turistickým cílem. Pro snadnější přístup byla ke starému majáku kromě pěší cesty vybudována také lanovka „Bludný Holanďan“.

## Externí odkazy

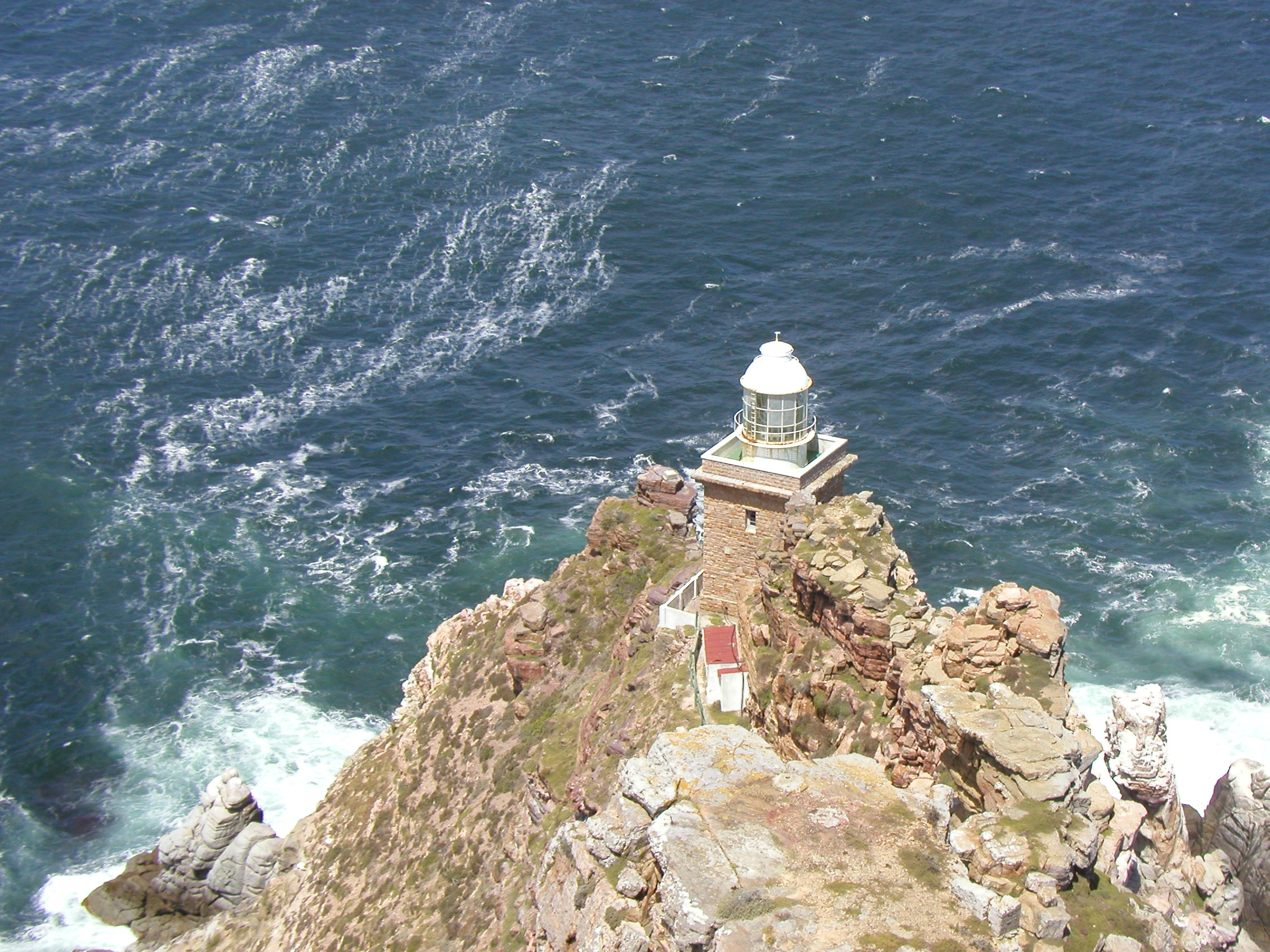
Nový maják na mysu Cape Point